# Ukita Naoie
Ukita Naoie (宇喜多 直家?; 1529 – 1º febbraio 1582) è stato un daimyō giapponese del periodo Sengoku, capo del clan Ukita.

## Biografia
Figlio di Ukita Okiie, nacque nel 1529. Nel 1545 gli Ukita erano vassalli di Urakami Munekage, daimyō di Bizen la cui famiglia si era da poco assicurata l'indipendenza dal clan Akamatsu attraverso una rivolta nel 1521.
Gli Urakami, che governavano dal castello di Tenjinyama, si contendevano la provincia di Bizen con il clan Matsuda, i quali avevano i propri domini nella parte occidentale della provincia. Il padre di Naoie fu giustiziato da Munekage nel 1536, mentre il giovane figlio Naoie fu risparmiato e nel 1545 ricevette un piccolo forte sulla riva del mare interno, assieme a un presidio di 30 uomini.
I dettagli degli anni successivi sono stati in gran parte persi dalla storia, anche se gli storici concordano sul fatto che Naoie iniziò un progressivo aumento di potere. Ampliò le sue terre attraverso sia la conquista che la diplomazia, e fu per tutto il tempo attento a mantenere una parvenza di fedeltà agli Urakami. Grazie in buona misura agli sforzi degli Ukita, Munekage raggiunse il culmine del suo potere nel 1550. Nel 1568 Naoie sconfisse i Matsuda. Era il più potente dei vassalli degli Urakami, molti dei quali stavano diventando apertamente ribelli. Munekage non ebbe altra scelta che rivolgersi a Naoie per mantenere l'ordine nella provincia, il quale lentamente erose la base del potere Urakami.
Nel 1573 Naoie scacciò definitivamente gli Urakami dalla provincia della quale divenne unico governatore. Continuò a lottare contro gli Akamatsu di Harima e i Miyoshi di Shikoku, mentre espandeva la sua autorità nelle provincie di Mimasaka e Bitchū. Naturalmente le attività di Naoie non passavano inosservate. Prima della sua conquista di Tenjinyama, Naoie era entrato in trattative con il potente clan Mōri la cui espansione in questo periodo li aveva portati a confini di Bizen. Un'alleanza fu stretta e i Mōri non fecero nessuno sforzo per conquistare Bizen, anche se questo mise Naoie in prime linea di difesa contro un'eventuale espansione di Oda Nobunaga a ovest.
Prendendo spunto dallo stesso Nobunaga, Naoie aveva concentrato il suo potere nel castello di Okayama che si ergeva in una posizione strategica. Nel 1578 le forze dei Mōri affrontarono Hashiba Hideyoshi in battaglia a Kōzuki, un castello tenuto per Nobunaga dalla famiglia Amago la quale era acerrima nemica dei Mōri. Naoie intuì che i Mōri avrebbero fallito contro l'avanzata di Nobunaga, e inviò solo una forza simbolica per aiutarli, invocando la malattia personale come mitigazione. L'approccio fu ripagato e, quando Naoie morì nel 1582, il suo dominio fu confermato da Oda Nobunaga come eredità del suo giovane figlio Hideie, che Hideyoshi adottò.
I servitori di Naoie più importanti furono Ukita Tadaie (fratello di Naoie), Hanabusa Masayuki (Sukebei), Osafune Sadachika, Togawa Hideyasu e Oka Toshikatsu.